# دعا کردن با خشم
دعا کردن با خشم (به انگلیسی: Praying with Anger) فیلمی محصول سال ۱۹۹۲ و به کارگردانی ام. نایت شیامالان است. در این فیلم بازیگرانی همچون ام. نایت شیامالان، مایک موتو، ریچا آهوجا ایفای نقش کرده‌اند.